# 北斗神拳 (游戏)
《北斗神拳》是一款由东映动画公司于1986年发行的游戏。本游戏只在日本地区FC游戏机发行。本游戏是第一部在紅白機上发行的北斗神拳游戏。
本游戏为横向卷轴动作平台类游戏。游戏共有5版，其中的头目为Heart、 Shin、Jagi、Souther和Raoh。